# Sinocyclocheilus yaolanensis
Sinocyclocheilus yaolanensis är en fiskart som beskrevs av Zhou, Li och Hou 2009. Sinocyclocheilus yaolanensis ingår i släktet Sinocyclocheilus och familjen karpfiskar. Inga underarter finns listade i Catalogue of Life.